# Jack lo spogliatore
Jack lo spogliatore (in inglese Jack the Stripper) è il soprannome di un serial killer, responsabile per i cosiddetti "omicidi nudi", avvenuti a Londra, negli anni 1964 e 1965.
La tipologia delle vittime, nonché il soprannome, sono simili a quelli di Jack lo squartatore. Uccise tra sei e otto prostitute, delle quali vennero ritrovati i cadaveri nudi intorno a Londra o gettati nel Tamigi. Il numero delle vittime non è preciso, perché due degli omicidi non corrispondono al suo modus operandi.

## Vittime

### Accertate
- Hannah Tailford, 30 anni, venne trovata morta il 2 febbraio 1964 presso l'Hammersmith Bridge. Venne strangolata e perse parecchi denti. Tranne le calze, fu completamente spogliata.
- Irene Lockwood, 26 anni, venne trovata morta l'8 aprile 1964 sulla sponda del Tamigi, non lontano da dove venne ritrovata Hannah Tailford. I loro omicidi, insieme a quello di Elizabeth Figg, vennero collegati, e la polizia concluse fossero opera di un serial killer. Kenneth Archibald, un guardiano di 57 anni, confessò questo omicidio quasi tre settimane dopo, ma la sua confessione fu ritenuta inattendibile, a causa di una discordanza della sua versione degli eventi con il ritrovamento della vittima.
- Helen Barthelemy, 22 anni, venne trovata morta il 24 aprile 1964 ad un passaggio a Brentford. Il suo omicidio diede agli inquirenti il primo indizio importante: frammenti di vernice, utilizzata nell'industria automobilistica. Gli investigatori presunsero che i frammenti, probabilmente, avevano origine dal posto di lavoro dell'assassino, quindi concentrarono la loro ricerca nelle fabbriche vicine.
- Mary Flemming, di origine scozzese, 30 anni, il suo corpo venne ritrovato il 14 luglio 1964 su una strada nel distretto di Chiswick, nonostante fosse minuziosamente pattugliata dalla polizia. Di nuovo, sul corpo, vennero scoperti frammenti di vernice; alcuni testimoni che abitavano nelle vicinanze, sentirono il rumore di un'auto che si stava allontanando poco prima del ritrovamento del corpo.
- Frances Brown, una prostituta di Edimburgo di 21 anni, era stata vista in vita per l'ultima volta il 23 ottobre 1964 dalla sua amica, Kim Taylor, anche lei una prostituta, prima che il suo corpo venisse ritrovato un mese dopo, il 25 novembre, su un passaggio in Kensington. La Taylor diede alla polizia una descrizione dell'auto che aveva dato un passaggio alla Brown: o una Ford Zephyr o una Ford Zodiac.
- Bridget O'Hara, 28 anni, di origine irlandese, anche conosciuta come "Bridie", venne trovata morta dietro l'Heron Trading Estate, in un capannone di stoccaggio. Di nuovo vennero ritrovate tracce di vernice. Il corpo aveva segni di conservazione in un luogo caldo, probabilmente era stato tenuto nel locale di un trasformatore elettrico.

### Presunte
- Elizabeth Figg, 21 anni, venne trovata morta il 17 giugno 1959, cinque anni prima degli omicidi di Jack lo spogliatore, a Chiswick nei pressi del Tamigi. Le circostanze della sua morte erano ritenute da alcuni possedere molte analogie a quelle delle altre vittime, tra le quali la posizione del corpo[2], e la morte per strangolamento.
- Gwynneth Rees, di 22 anni, venne trovata morta in un mucchio della spazzatura, l'8 novembre 1963. Di nuovo, gli inquirenti supposero che Rees potesse essere una vittima di Jack lo spogliatore, dato che il suo corpo venne ritrovato presso il Tamigi, strangolata con una corda e perduto alcuni denti.

## Indagini
L'investigatore incaricato del caso, il sovrintendente John Du Rose di Scotland Yard, interrogò quasi 7.000 sospettati. Tenne poi una conferenza stampa, durante la quale tentò la carta del bluff, dichiarando che la polizia aveva ristretto il gruppo dei sospettati a 20 persone. Poco dopo, annunciò che il numero era stato ridotto a 10 e quindi a 3. Dopo quella prima conferenza stampa i delitti cessarono.
Secondo lo scrittore Anthony Summers, la terza e la settima vittima dello Spogliatore, Hannah Tailford e Frances Brown, erano coinvolte nel cosiddetto scandalo Profumo. Inoltre, sembra accertato che alcune delle vittime partecipassero ad orge e festini e recitassero in film pornografici. Alcuni scrittori ipotizzarono che le vittime si conoscessero tra loro, e che pertanto l'assassino potesse essere in qualche modo legato al mondo della pornografia.

## Sospettati
Il colpevole non venne mai scoperto ma vennero avanzate alcune ipotesi su alcuni possibili responsabili.
- Secondo il detective Du Rose un potenziale responsabile avrebbe potuto essere una guardia giurata di origine scozzese, Mungo Ireland, la cui identità fu rivelata pubblicamente dall'investigatore nel corso di un'intervista del 1970 alla BBC. Ireland, al quale la polizia diede il nome in codice di Big John e che era considerato dai suoi conoscenti un uomo rispettabile e un marito esemplare, iniziò ad essere sospettato dopo l'omicidio di Bridget O'Hara, quando si scoprì che la vernice ritrovata sul corpo della vittima proveniva dalla ditta dove egli lavorava come guardia giurata, la Heron Trading Estate. Poco dopo, però, Ireland si suiсidò avvelenandosi con il monossido di carbonio; nella lettera di addio che lasciò alla moglie, il suicida dichiarava di "non farcela più" e terminava con la frase: "risparmio a te e alla polizia la fatica di cercarmi: mi troverete nel garage". Solo recentemente si è potuto appurare che Ireland, al tempo dell'omicidio della O'Hara considerato il principale sospettato, in realtà al momento del delitto si trovava in Scozia, per cui non avrebbe potuto essere Jack lo spogliatore[3].

- In seguito, un libro del "gangster pentito" Jimmy Tippett jr. ha indicato l'assassino in un pugile all'epoca molto celebre nel Regno Unito, il campione britannico dei pesi leggeri Freddie Mills, amico di suo padre, ma senza addurre elementi veramente probanti a sostegno di questa tesi.
- Nel suo libro sul caso, intitolato "Jack of Jumps", lo scrittore David Seabrook ha riportato che, tra i principali sospettati dagli investigatori, vi era anche un ex poliziotto della Metropolitan Police, poi identificato da un altro scrittore, Stewart Home, nella sua recensione al libro di Seabrook, come Brian Cushway[4]. Tuttavia, non fu mai trovata una prova definitiva che sostenesse questa affermazione.
- Jimmy Evans e Martin Short nel loro libro "The Survivor" affermarono che l'assassino era un certo Tommy Butler, sovrintendente della squadra mobile della Metropolitan Police.
- Nella trasmissione televisiva "Murder Casebook" da lui condotta sul canale tematico "Crime and Investigation", Fred Dinenage ha avanzato la teoria che l'assassino potesse essere Harold Jones, un gallese già condannato per l'omicidio di due ragazze, uccise nel 1921 nel suo paese natale, Abertillery. Avendo solo 15 anni all'epoca del duplice omicidio, Jones era stato condannato all'ergastolo anziché alla pena capitale; 20 anni dopo, nel 1941, era stato rilasciato per buona condotta ed era dapprima ritornato ad Abertillery, dove aveva visitato le tombe delle sue vittime del 1921; infine, nel 1947 si era trasferito a Londra, nel quartiere di Fulham, si era sposato e aveva avuto una figlia. Tutti i delitti dello Spogliatore presentavano caratteristiche simili ai due omicidi commessi da Jones nel 1921: le vittime non avevano subito violenza sessuale, ma l'assassino aveva infierito su di loro con estrema violenza. Tuttavia, date le scarse possibilità che all'epoca aveva la polizia di incrociare i dati, Jones non era mai stato ritenuto da Scotland Yard un possibile sospettato. Nel libro "Who was Jack the Stripper" (2011) lo scrittore Neil Milkins afferma che il colpevole era proprio Harold Jones, ma tutte le "prove" da lui addotte sono in effetti riconducibili a semplici coincidenze; inoltre, Milkins non è riuscito ad accertare se Jones avesse una patente di guida e/o la disponibilità di un'automobile o di un furgone, che lo Spogliatore deve necessariamente avere avuto; infine, benché Jones abbia ucciso due volte nel 1921, non è affatto certo che egli fosse un assassino seriale o anche "solo" uno psicopatico.

## Influenza culturale
- Il romanzo di Arthur LeBern "Goodbye Piccadilly, Farewell Leicester Square" è vagamente ispirato al caso di Jack lo Spogliatore (l'assassino protagonista del romanzo si "diletta" a strangolare donne con la sua cravatta).
- Nel 1972 Alfred Hitchcock ne ha diretto un adattamento cinematografico, intitolato Frenzy (letteralmente "raptus, frenesia")[5].
- I Black Sabbath hanno incluso nel loro album Paranoid la canzone "Fairies Wear Boots" (letteralmente "Le fate calzano stivali"), che, nella versione americana dell'album, è intitolata "Jack the Stripper/Fairies Wear Boots".
- Il romanzo di Cathi Unsworth "Bad Penny Blues" è ampiamente basato sul caso di Jack lo Spogliatore.